# Газпромбанк
«Газпромба́нк» — российский коммерческий банк, входит в активы ПАО «Газпром». Занимает третье место в списке банков Центральной и Восточной Европы по размеру собственного капитала. Включён Банком России в перечень системно значимых кредитных организаций. Головной офис расположен в Москве.
Банк находится под санкциями США, Евросоюза, Великобритании и ряда других стран.

## История
Коммерческий банк газовой промышленности «Газпромбанк» был создан 31 июля 1990 года. С августа 1996 года его организационно-правовой формой стало общество с ограниченной ответственностью, с 13 ноября 2001 года банк стал закрытым акционерным обществом «Акционерный банк газовой промышленности „Газпромбанк“», с 31 августа 2007 года — открытым акционерным обществом «Акционерный банк газовой промышленности „Газпромбанк“» и с декабря 2014 года — акционерным обществом «Газпромбанк».

### Розничный бизнес
Начиная с 2017 года банк усилил фокус своей стратегии на розничный бизнес. В 2018 году основную часть розничных кредитов группы составили ипотечные займы: прирост по итогам 2018 года составил 34,1 %, а их объём — 362,2 млрд руб. Доля ипотеки в розничном кредитном портфеле увеличилась до 71,4 %.
В 2019 году розничный портфель банка увеличился в 1,2 раза, составив 564 миллиардов рублей. Ключевым продуктом роста стали потребительские кредиты. Средняя дневная выдача потребительских кредитов выросла с 200 миллионов рублей в январе до 800 млн руб. в августе, а в отдельные дни достигала 1 млрд руб. выдач. По итогам 2019 года объём потребительских кредитов розничным клиентам увеличился до 207,6 млрд рублей, прирост составил 49,8 %. Портфель вкладов увеличился до 659 млрд рублей.
Летом 2019 года банк начал выпуск «умных» карт с интеллектуальной системой начисления кэшбэка.
В июне 2020 года «Газпромбанк» в партнёрстве с Visa и FaceIt запустил дебетовую карту для геймеров.
В декабре 2020 года было запущено приложение «Газпромбанк инвестиции», которое вошло в топ-15 ведущих операторов торгов по количеству активных клиентов в рейтинге Московской биржи по состоянию на февраль 2021 года по секции фондового рынка.
В декабре 2020 года на базе сети Tele2 заработал собственный мобильный оператор «Газпромбанка» «ГПБ Мобайл». В марте 2021 года банк запустил кредитную «Удобную карту» с плавающим льготным периодом.
В апреле 2025 года Банк России составил первый ренкинг банков, лидирующих по удельному числу обоснованных жалоб заёмщиков в 2024 году. Ранжирование проводилось в трёх группах банков - с клиентской базой более 5 млн.кредитов, системно значимые банки и банки, не относящиеся к системно значимым. Среди банков с клиентской базой более 5 млн.кредитов «Газпромбанк» занял первое место, а среди системно значимых - третье. Показатель обоснованных жалоб составил 5,6 жалоб на 1 млн выданных кредитов.

### Проектное и структурное финансирование
«Газпромбанк» занимается кредитованием инфраструктурных проектов и проектов государственно-частного партнёрства: банк финансировал строительство третьей и четвёртой очереди ЦКАД в Московской области, центрального участка Западного скоростного диаметра в Санкт-Петербурге платной трассы «Обход Хабаровска», строительство моста через Обь в Новосибирске и других проектов. Является участником «Фабрики проектного финансирования» ВЭБ.РФ, которая привлекает капитал в инфраструктурные и промышленные проекты. В частности, банк участвовал в сделке по финансированию разработки Удоканского медного месторождения в составе кредитного синдиката из нескольких банков.
В 2016 году «Газпромбанк» и Российский квантовый центр запустили квантовый канал, в 2018 году банк инвестировал 1,5 млн $ в проект по разработке квантового машинного обучения, суммарные инвестиции в квантовую повестку превысили 1 млрд руб.
С начала 2019 года банк активизировал работу на рынках российского и международного капитала, заняв по итогам первого квартала первое место в рейтинге андеррайтеров выпусков облигаций и еврооблигаций из России и стран Восточной Европы. По состоянию на конец апреля банк организовал размещение девяти выпусков еврооблигаций для семи эмитентов общим объёмом 8,368 миллиарда $.
В июне 2019 года «Газпромбанк» и ООО «МТП „Лавна“» заключены кредитные договоры на цели финансирования проекта по созданию комплекса по перегрузке угля «Лавна» в морском порту г. Мурманска.

### Слияния и поглощения
В ноябре 2007 года «Газпромбанк» приобрёл 80 % ЗАО «Арэксимбанк». В июле 2008 года «Арэксимбанк» провёл допэмиссию, которая также была выкуплена «Газпромбанком». В результате июльской сделки доля ОАО «Газпромбанк» в УК ЗАО «Арэксимбанк» выросла до 94,15 % акций.
12 сентября 2008 года «Газпромбанк» приобрёл у ЗАО «Райффайзенбанк» 5,85 % УК ЗАО «Арэксимбанк», консолидировав тем самым 100 % уставного капитала армянского банка. В октябре 2016 года «Газпромбанк» продал 100 % акций этого банка группе инвесторов из Армении.
В 2018 году «Газпромбанк» стал владельцем 10 % акций НПФ «Газфонд пенсионные накопления».
В декабре 2021 года «Газпромбанк» через Cerisier Ventures Limited купил принадлежавшие Petropavlovsk PLC 24,07 % железнорудной компании «IRC Limited» у инвестиционной группы Stocken Board. Также в декабре 2021 года «Газпромбанк» продал группе «Синара» 99,9 % ООО «КриоГаз», оператора бизнеса технических газов.
В сентябре 2023 года «Газпромбанк» приобрел у IKEA Ingka Group сеть торговых центров «Мега» — в общей сложности 14 магазинов в различных регионах России общей площадью 2,3 млн кв.м.

## Собственники
Акционерами «Газпромбанка» являются:
- ПАО «Газпром» — 27,9893 % обыкновенных акций;
- ООО «Газпром капитал» — 21,8952 % обыкновенных акций;
- АО «НПФ Газфонд» — 40,89 % обыкновенных акций (в том числе через ПАО «ГАЗ-сервис», ПАО «ГАЗКОН» и ПАО «ГАЗ-Тек»);
- ВЭБ.РФ — 8,0253 % обыкновенных акций;
- ЗАО «Лидер» — 0,7158 % обыкновенных акций;
- АО «НПФ Газфонд пенсионные накопления» — 0,4770 % обыкновенных акций;
- Менеджмент — 0,0116 % обыкновенных акций;
- Российская Федерация в лице Министерства финансов Российской Федерации — 100 % привилегированных акций типа А;
- Государственная корпорация «Агентство по страхованию вкладов» — 100 % привилегированных акций типа Б.

## Руководство и менеджмент
Председатель совета директоров банка — Алексей Миллер, председатель правления — Андрей Акимов.

### Смена (и смерти) топ-менеджмента в 2022 году
29 января 2022 года нашли мёртвым главу транспортной службы Газпром-инвест Леонида Шульмана.
25 февраля 2022 года нашли мёртвым в петле заместителя генерального директора Единого расчётного центра «Газпрома» Александра Тюлякова.
В марте 2022 года уехал в Киев вице-президент Газпромбанка Игорь Волобуев.
18 апреля 2022 года застрелили вместе с семьёй действующего вице-президента «Газпромбанка» Владислава Аваева. Некоторые СМИ ошибочно указывали его должность как «бывший вице-президент».

## Филиальная сеть и зарубежные представительства
В составе региональной сети «Газпромбанка» 20 филиалов. В группу «Газпромбанка» входит российский «Кредит Урал Банк» (Акционерное общество) и три зарубежных банка — «Белгазпромбанк» (Белоруссия), «Арэксимбанк» (Армения) и Gazprombank (Switzerland) Ltd в городе Цюрихе (Швейцария). Также открыты представительства в Пекине (Китай), Улан-Баторе (Монголия) и Нью-Дели (Индия).

## Деятельность
Помимо газовой отрасли, «Газпромбанк» предоставляет банковские услуги предприятиям и сотрудникам других отраслей реального сектора экономики (химической, атомной промышленности, машиностроения, оборонного комплекса и др.). В числе клиентов Газпромбанка — около 5 миллионов физических и порядка 45 тысяч юридических лиц.
Банк обеспечивает кредитование и финансовое обслуживание таких крупных межгосударственных проектов, как «Ямал — Европа» — по строительству газопровода из Сибири в Европу; «Голубой поток» — по транспортировке газа по дну Чёрного моря в Турцию; прокладку газопроводов по территории Центральной, Восточной и Южной Европы. Организуется система банковского обслуживания перспективных проектов ПАО «Газпром» в районах Сибири и Дальнего Востока по поставкам российского газа в Китай, Японию, Южную Корею.
«Газпромбанк» является участником проекта ЗАО «Оптиковолоконные системы» (Саранск), совместно с ОАО «Роснано» (которой принадлежит 47,725 %) и республикой Мордовия.
В 2019 году в рекламных кампаниях банка приняли участие стендап-комик Павел Воля и футболист Артём Дзюба. В 2020 году лицом новой рекламной кампании и послом бренда стал актёр и режиссёр Фёдор Бондарчук.

### Показатели деятельности
По состоянию на 31 декабря 2020 года (МСФО) общий объём кредитов клиентам до вычета резервов составил 5,25 триллиона рублей (в 2019 году — 4,6 триллиона рублей), в том числе объём кредитов физическим лицам — около 738,8 миллиарда рублей (в 2019 году — около 608 миллиардов рублей).
Консолидированные активы «Газпромбанка» по МСФО на 31 декабря 2020 года составляли 7,53 триллиона рублей (на 31 декабря 2019 года — 6,58 триллиона), собственный капитал — 739,3 миллиарда рублей, (годом ранее — 722,2 миллиарда рублей), чистая прибыль — 56 миллиардов рублей (44,6 миллиарда рублей в 2019 году).
21 мая 2018 года рейтинговое агентство «Эксперт РА» подтвердило рейтинг надёжности и качества услуг управляющей компании «Газпромбанк — Управление активами», являющейся частью бизнеса доверительного управления Группы Газпромбанка, на уровне А++, прогноз по рейтингу — стабильный.
В ноябре 2019 года «Газпромбанк» занял второе место в рейтинге богатейших компаний России по версии РБК. Рейтинг учитывал данные Росстата и финансовую отчётность компаний. Объём накопленных средств на счетах компании на конец 2018 года составлял 1 трлн рублей.
За 9 месяцев 2019 года выдача потребительских кредитов «Газпромбанком» выросла до 800 миллионов — 1 млрд рублей в день с 200 миллионов рублей в день в начале 2019 года. Доля розницы в активах банка составила 11 %, в комиссионных доходах — 54 %. К 2022 году «Газпромбанк» планирует увеличить прибыль от розничного бизнеса до 23 миллиардов рублей с 3,5 миллиардов рублей в 2018 году. Число пользователей приложения по данным на октябрь 2019 года составило 1,2 миллиона против 250 тысяч годом ранее. Доля продаж «Газпромбанка» в digital выросла до 30 %.
В 2020 году банк выдал на 37 процентов больше потребительских кредитов, чем в 2019 году, объём выдачи составил 205 миллиардов рублей. Кроме того, ипотечных кредитов было выдано на 118 миллиардов рублей, что на 13 процентов больше, чем за предыдущий год.
Мобильное приложение банка «Телекард 2.0» победило в номинации «Быстрый старт» как лучшее приложение, выпущенное в 2018 году. К декабрю 2020 года число пользователей «Телекард 2.0» достигло 2,5 миллиона человек, увеличившись на 1 миллион за год. Кроме того, к концу 2020 года более чем в 9 раз расширилась география доставки банковских продуктов на дом по сравнению с концом 2019 года — с 14 до 130 городов России.

### Включение в экосистемы, сервис «Газпром Бонус»
Летом 2021 года «Газпромбанк» стал партнёром сервиса «Газпром Бонус» (до лета 2023 — «Огонь») — первой в России экосистемы продуктов и услуг, основанной на принципах равноценного партнёрства. На начало 2022 года в число партнёров сети (или участников экосистемы) входят компании группы «Газпромбанка» (Газпромбанк (ГПБ), ГПБ Автолизинг, ГПБ Мобайл, ГПБ Инвестиции), Газпромнефть, Ситилинк, Premier, АСНА, IVI, СОГАЗ, Лента, РИВ ГОШ, INVITRO. «Сеть партнёрств» и мульти-подписка «Газпром Бонус» являются первым шагом к созданию собственной экосистемы Группы Газпром. Одновременно в рамках этого направления Газпром рассматривает внедрение единого идентификатора («Газпром ID») для цифровых сервисов компаний группы на базе платформы Pass.Media. В данный момент на платформе собрано около 10 млн аккаунтов с Premier, «Матч! Премьер» и других площадок «Газпром-медиа».

### Социальная ответственность
С 2010 года более чем в 30 городах по всей России проходит конкурс профессионального мастерства «Рабочие стипендиаты Газпромбанка», направленный на поддержку среднего профессионального образования.
С 2015 года совместно со Всероссийской федерацией танцевального спорта и акробатического рок-н-ролла «Газпромбанк» открыл 13 корпоративных клубов данного вида спорта в ряде городов страны.
Среди партнёров банка — музеи Московского Кремля, ГМИИ им. А. С. Пушкина, Государственный Эрмитаж и другие музейные, театральные и кинематографические учреждения и организации. Также «Газпромбанк» выступает Генеральным партнёром ежегодного благотворительного Венского бала в Москве.
«Газпромбанк» оказывает помощь малообеспеченным слоям населения — ветеранским организациям, детским домам, школам-интернатам. На протяжении многих лет банк является одним из доноров Межрегиональной благотворительной общественной организации «Детские деревни — SOS».
Банк также направляет пожертвования в фонд «Земля леопарда», в дальневосточном заповеднике у банка есть своя подопечная — леопардесса Бэри.
В 2021 году Газпромбанк и ГК «Гранит» договорились о создании межвузовского кампуса в Томске, банк выступает финансовым консультантом проекта. С этой целью летом 2023 года стороны решили создать совместную компанию-подрядчика «Национальная инфраструктура».

## Рейтинги
«Газпромбанку» присвоены следующие кредитные рейтинги:
- S&P Global Ratings: «ВВ+» — долгосрочный рейтинг в иностранной валюте (прогноз «стабильный»). Рейтинговая оценка отозвана в 2022 году[65];
- Fitch Ratings: «ВВ+» — долгосрочный рейтинг дефолта эмитента в иностранной валюте (прогноз «позитивный»). Рейтинговая оценка отозвана в 2022 году[66];
- Moody’s Investors Service: «Ва2» — рейтинг долгосрочных банковских депозитов (прогноз «позитивный»).Рейтинговая оценка отозвана в 2022 году[67];
- Рейтинговое агентство «Эксперт РА» в 2006 году присвоило банку кредитный рейтинг на уровне A++, рейтинг подтверждался на этом уровне в 2008-2017 годах. В 2017 году агентство заменило ГПБ рейтинг на ruAA+, на этом уровне рейтинг подтверждался в 2028-2024 годах. В 2025 году рейтинг был повышен до ruAAA[68];
- Рейтинговое агентство АКРА в 2016 году присвоило банку рейтинговую оценку AA(RU) со стабильным прогнозом. Рейтинг ежегодно подтверждался (2017-2018), в 2019 году был повышен до AA+(RU). На этом уровне рейтинг ежегодно подтверждается (2020-2024)[69].;
- Рейтинговое агентство Китая CCXI[англ.]: «ААА» — кредитный рейтинг (прогноз «стабильный»).

## Признание
В 2016, 2017, 2018 и 2020 годах «Газпромбанк» получал награду Randstad Award в номинации «Самый привлекательный работодатель в сфере финансовых услуг».
Мобильное приложение банка «Телекард 2.0» победило в номинации «Быстрый старт» как лучшее приложение, выпущенное в 2018 году.
«Умная карта» стала обладателем премии Frank Banking Reward Award 2019 в номинациях «Самая выгодная дебетовая карта с кэшбэком в премиальном сегменте» и «Самая выгодная карта для путешественников премиального сегмента».
В конце 2019 года «Газпромбанк» вошёл в тройку лучших работодателей России по версии журнала Forbes.
В 2020 году «Газпромбанк» вошёл в десятку лучших российских работодателей для женской карьеры по версии Forbes Woman.
В феврале 2021 года Газпромбанк стал обладателем премии «Банк года» в номинации «Потребительский кредит года» на портале Банки.ру
В марте 2021 года компания Micro Focus объявила о присуждении Газпромбанку региональной награды за инновации в области цифровой трансформации (Digital Transformation (DX) Innovation Award: EMEA Region).
В марте 2021 года Контактный центр Газпромбанка вошёл в число лауреатов ежегодной премии CСGuru Awards и получил Хрустальную гарнитуру в номинации «Самая эффективная организация работы „Надомников“».
Газпромбанк вошёл в топ-5 первого ESG-рэнкинга российских банков, составленного рейтинговым агентством RAEX-Europe.
В декабре 2021 года Газпромбанк победил в трёх номинациях ХI ежегодной премии «Время инноваций» и в четырёх номинациях премии Digital Leaders. Виртуальная карта «Огонь» была признана лучшей в номинации «Цифровое решение года» в категории «Финансовые услуги».
В феврале 2022 года Газпромбанк впервые принял участие в «Рейтинге работодателей России-2021» по версии HeadHunter, войдя в пятёрку лучших среди банков и в топ-20 лучших по всей стране.
В 2023 году банк получил премию «Инновация года» — за внедрение персонального ассистента с элементами ИИ.

## Санкции
17 июля 2014 года министерство финансов США объявило о введении дополнительных санкций против Российской Федерации в связи с аннексией Крыма, в санкционный список был включён ОАО «Газпромбанк». В сентябре 2015 года банк включён в санкционный список Украины. Санкции предусматривают блокировку активов и приостановление выполнения экономических и финансовых обязательств со стороны Украины.
24 февраля 2022 года, на фоне вторжения России на Украину, банк попал под секторальные санкции США в целях «ограничить возможности России по финансированию вторжения в Украину и других приоритетов президента Путина». Санкции предполагают запрет для американских граждан и компаний на покупку новых акций и долгосрочных обязательств, позднее США ввели визовые санкции в отношении руководителей банка.
24 февраля 2022 года банк попал под санкции Канады «за роль в содействии или поддержке неспровоцированного и неоправданного вторжения России в Украину».
24 марта 2022 года Газпромбанка включён в санкционный список Великобритании так как банк вовлечен в получение выгоды от правительства России или его поддержку путем ведения бизнеса в секторе финансовых услуг. 26 сентября 2022 года под санкции Великобритании попали 23 руководителя Газпромбанка «в ответ на навязывание российским режимом фиктивных референдумов в четырёх регионах Украины».
21 ноября 2024 года «Газпромбанк» и дочерние банки в Люксембурге, Швейцарии, Кипре, Гонконге и ЮАР включены в блокирующий санкционный список США. В заявлении Министерства финансов отмечалось, что Россия использует банк для закупок военной техники для войны в Украине, а также для выплат российским военнослужащим.
По аналогичным основаниям банк находится под санкциями Швейцарии, Австралии и Новой Зеландии.
19 декабря 2024 года США сделали для Венгрии исключение из санкций для расчетов за поставки российского газа через «Газпромбанк». 20 декабря 2024 года аналогичное право получила Турция.

## Устойчивое развитие в «Газпромбанке»
В сентябре 2020 года «Газпромбанк» создал Совет по внедрению принципов устойчивого развития. Совет возглавил заместитель председателя правления Алексей Матвеев. Также в совет вошли другие руководители Газпромбанка, курирующие профильные направления согласно целям Совета и три независимых члена: бывший посол Люксембурга в России Жан-Клод Кнебелер, Национальный посол доброй воли Программы ООН по окружающей среде (ЮНЕП) в России Вячеслав Фетисов и Председатель энергетического комитета Ассоциации европейского бизнеса (АЕБ) Эрнесто Ферленги.
В марте 2021 года «Газпромбанк» принял Политику по устойчивому развитию, в которой закреплены приоритетные для Банка цели в области устойчивого развития, сформулированные ООН, а также приверженность принципам ответственного банкинга, определённым Финансовой инициативой программы ООН по окружающей среде (UNEP FI). Представители Банка принимают участие в работе ряда экспертных и совещательных органов регуляторов:
- межведомственная рабочая группа по вопросам развития инвестиционной деятельности и привлечения внебюджетных средств в проекты устойчивого (в том числе зелёного) развития при Министерстве экономического развития Российской Федерации[103];
- экспертный совет по устойчивому развитию при Министерстве экономического развития Российской Федерации[104];
- проектная группа ESG-банкинг Ассоциации банков России[105];
- рабочая группа по законодательному и нормативному обеспечению условий формирования системы стандартизации и верификации зелёных финансовых инструментов при комитете Государственной Думы по финансовому рынку[106];
- правительственная комиссия по вопросам природопользования и охраны окружающей среды[107];
- межведомственная комиссия по оценке и отбору инвестиционных проектов по внедрению НДТ на объектах, оказывающих значительное негативное воздействие на окружающую среду и относящихся к областям применения НДТ при Правительстве Российской Федерации[108];
- комиссия Государственного Совета Российской Федерации по направлению «Образование»[109].